# Предложение (лингвистика)
Предложе́ние (в языке) — это единица языка и синтаксиса, которая представляет собой грамматически выстроенное соединение слов (или одно слово), обладающее смысловой и интонационной законченностью. С точки зрения пунктуации, предложение как законченная единица речи заканчивается точкой, восклицательным или вопросительным знаком, или же многоточием. Предложение является синонимом фразы, высказывания.

## Предложение с научной точки зрения
Наукой, изучающей предложение, является синтаксис. В истории русского языка было несколько попыток определить предложение, в том числе попытки определения с точки зрения логики, психологии и грамматики.
С точки зрения логики, Ф. И. Буслаев определил, что «суждение, выраженное словами, есть предложение».
Д. Н. Овсянико-Куликовский, сторонник психологического подхода к определению предложения, дал следующее определение: «Предложение есть такое слово или такое упорядоченное сочетание слов, которое сопряжено с особым движением мысли, известным под именем „предицирования“ („сказуемости“)».
Представитель формально-грамматического направления Ф. Ф. Фортунатов писал о предложении следующее: «Среди грамматических словосочетаний, употребляющихся в полных предложениях в речи, господствующими являются в русском языке те именно словосочетания, которые мы вправе назвать грамматическими предложениями, так как они заключают в себе, как части, грамматическое подлежащее и грамматическое сказуемое».

## Члены предложения
Члены предложения — грамматически значимые части, на которые делится предложение при синтаксическом анализе. Они могут состоять как из отдельных слов, так и из словосочетаний.
Выделяют два главных члена предложения: подлежащее и сказуемое, которые находятся в предикативном отношении, образуя предикативную единицу. Они являются наиболее значимыми. К второстепенным членам предложения относятся дополнение, обстоятельство, определение.
Составом подлежащего называется подлежащее и все второстепенные члены предложения, которые относятся к подлежащему (распространённые и нераспространённые определения).
Таким же образом, составом сказуемого называется сказуемое и все второстепенные члены предложения, которые относятся к сказуемому (обстоятельства и дополнения с зависимыми словами).
- Например: Красивая незнакомка в поезде подарила ему загадочную улыбку. Красивая — определение, незнакомка — подлежащее, в поезде — обстоятельство, подарила — сказуемое, улыбку — прямое дополнение, ему — косвенное дополнение.

## Типы предложений
Предложение может выражать мысль-вопрос, мысль-побуждение и иметь эмоциональную окрашенность. В соответствии с этим предложения бывают следующих типов:
- Повествовательное (декларативное) предложение сообщает о каком-либо факте, действии или событии:
  - Повествовательное утвердительное — содержит утверждение: Я выйду на улицу часов в одиннадцать.
  - Повествовательное отрицательное — содержит отрицание: Я не буду долго собираться.
- Вопросительное предложение побуждает собеседника ответить на вопрос говорящего. Вопросительные предложения бывают следующих типов:
  - Собственно вопросительное предложение заключает в себе вопрос, обязательно предполагающий ответ: Вы сделали работу? Он уже пришёл?
  - Вопросительно-утвердительное предложение содержит в себе информацию, которая требует подтверждения: Так вы едете? Это уже решено? Ну, идём? (см. также определение вопросительно-побудительного предложения)
  - Вопросительно-отрицательное предложение уже содержит в себе отрицание того, о чём спрашивается: Что же вам тут может нравиться? Кажется, это не особенно приятно? И что же вы можете нам рассказать?

Вопросительно-утвердительные и вопросительно-отрицательные предложения могут быть объединены в категорию вопросительно-повествовательных предложений.
- - Вопросительно-побудительное предложение содержит в себе побуждение к действию, выраженному в самом вопросе: Итак, может быть, продолжим наше занятие? Займёмся сначала подготовкой? Ну, идём?
  - Вопросительно-риторическое предложение содержит в себе утверждение или отрицание и не требует ответа, так как ответ содержится в самом вопросе: Желанья… Что пользы напрасно и вечно желать?
- Побудительное предложение содержит в себе волю говорящего, выражая приказ, просьбу или мольбу. Побудительные предложения отличают: побудительная интонация, сказуемое в форме повелительного наклонения, присутствие частиц, вносящих побудительный оттенок в предложение (ну-ка, давай, пусть).
- Восклицательное предложение выражает эмоции говорящего, что передаётся специальной восклицательной интонацией. Восклицательными могут быть и повествовательные, и вопросительные, и побудительные предложения.

Если предложение содержит в себе только подлежащее и сказуемое, то оно называется нераспространённым, иначе — распространённым.
Предложение считается простым, если содержит в себе одну предикативную единицу, если больше — сложным.
Если предложение содержит в себе и состав подлежащего, и состав сказуемого, то оно называется двусоставным, иначе — односоставным. Если подряд идут несколько предложений, в которых субъекты совершают похожие действия, и сказуемые заменяются тире, предложение по-прежнему считается двусоставным.
Односоставные предложения делятся на следующие типы:
- Определённо-личное предложение — простое односоставное предложение без подлежащего с глаголом-сказуемым, который своими личными окончаниями указывает, что действие, названное им, выполняется определённым 1-м или 2-м лицом: Иду домой. Одевайтесь!
- Неопределённо-личное предложение — простое односоставное предложение без подлежащего, когда действие выполняется неопределённым лицом: Меня вызвали к директору.
- Обобщённо-личное предложение — простое односоставное предложение без подлежащего с глаголом-сказуемым, где субъектом действия может быть кто угодно: Без труда не вытащишь и рыбку из пруда.
- Безличное предложение — простое односоставное предложение со сказуемым, называющим такое действие или состояние, которое представлено без участия грамматического субъекта действия: Смеркалось. Было уже светло. Хочется пить. Его как бы вдруг передёрнуло. Под густою листвою пахло травою и лесом.
- Инфинитивное предложение — простое односоставное предложение, в котором сказуемое выражено инфинитивом (глаголом в неопределённой форме). В таких предложениях подлежащее не может быть выражено каким-либо словом без изменения формы сказуемого: Молчать! Вам уже ехать. Только бы успеть!
- Номинативное предложение — простое односоставное предложение, в котором подлежащее выражено существительным в именительном падеже и отсутствует сказуемое (сказуемое выражено глаголом «быть» в нулевой форме): Летнее утро. В воздухе тишина.

Если предложение содержит все необходимые члены предложения, то оно считается полным. Неполным предложением является предложение, в котором отсутствуют формально необходимые главные или второстепенные члены предложения, значение которых ясно из контекста или ситуации. Полными или неполными могут быть как двусоставные предложения, так и односоставные. В неполных предложениях некоторые члены предложения опущены в соответствии с контекстом или обстановкой: Куда его? — Очень я тебя любила. — И я тебя. В неполных предложениях может не быть одновременно как подлежащего, так и сказуемого: Куда? Зачем?
Типы неполных предложений:
- Контекстуально-неполные — отсутствует член предложения, названный в предшествующем тексте[7]: Правда правдой остается, а молва себе молвой.
- Ситуативно-неполные — в которых не назван член, ясный по ситуации[7]: Я надену это синее. Вам с лимоном или с вареньем?